# Raśna

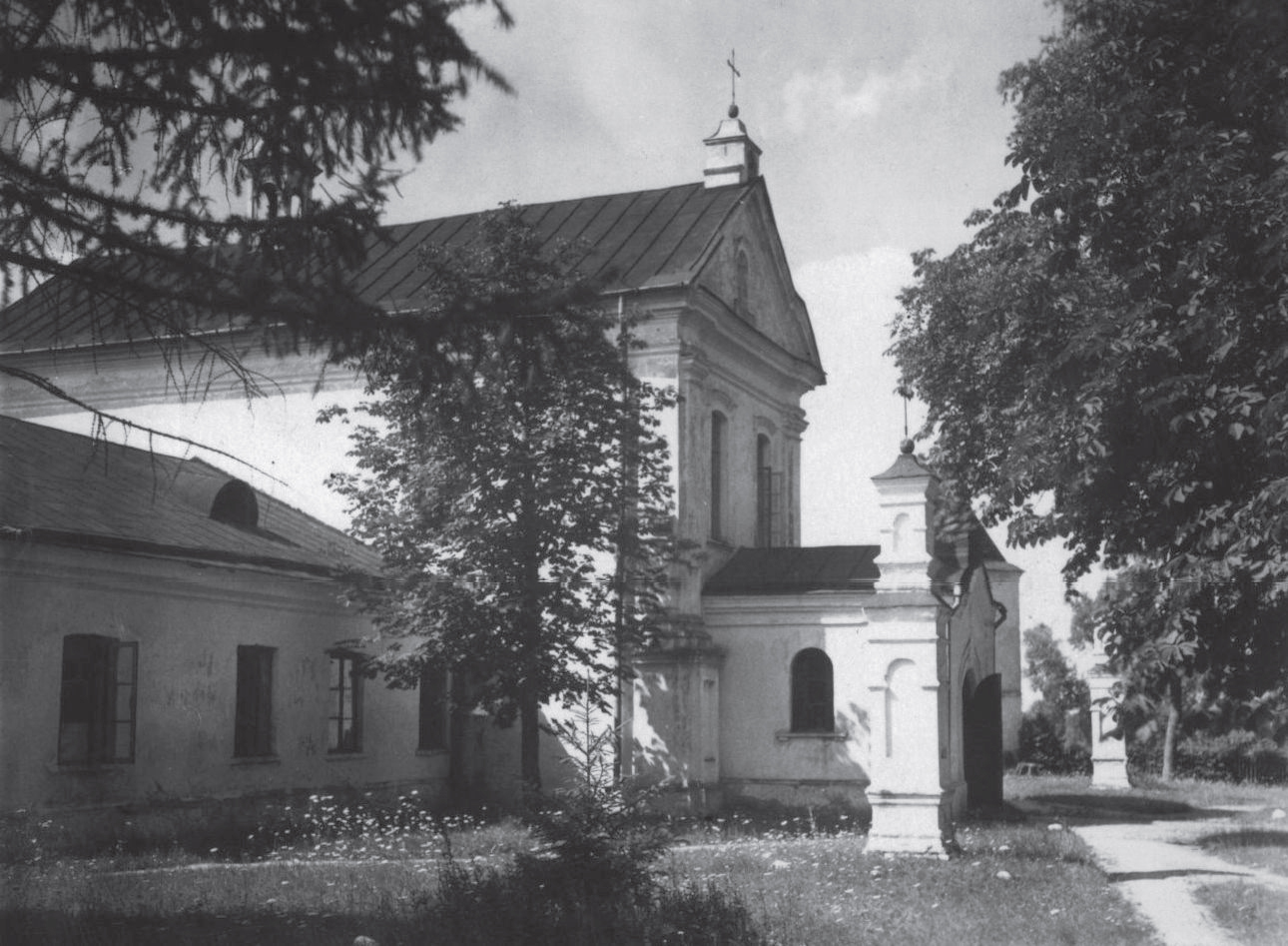
kościół św. Anny w Raśnie w dwudziestoleciu międzywojennym

Raśna (biał. Pacнa, Rasna; ros. Ряснa, Riasna) – agromiasteczko na Białorusi, w obwodzie brzeskim, w rejonie kamienieckim, w sielsowiecie Raśna. W 2019 roku liczyło 779 mieszkańców.

## Historia
Prywatne miasto szlacheckie położone było w końcu XVIII wieku w powiecie brzeskolitewskim województwa brzeskolitewskiego. 
W okresie Rzeczypospolitej Obojga Narodów Raśna należała do Sapiehów, po czym w połowie XVIII wieku przeszła w ręce rodziny Matuszewiczów.
W 2. połowie XIX wieku miejscowość wykupił kalwiński hrabia Jan Grabowski. Już zresztą od pierwszych lat XIX wieku we wsi stał niewielki klasycystyczny zbór reformowany, gdzie znajdowało się mauzoleum rodziny Grabowskich. Tutaj w 1765 urodził się Tadeusz Matuszewicz – polski polityk, minister skarbu Królestwa Polskiego i minister skarbu Księstwa Warszawskiego. W 1885 roku miasteczko wraz z majątkiem liczyło 331 mieszkańców.
W dniach 21–24 sierpnia 1915 r. w pobliżu Raśny nad rzeką Pulwą zwycięską bitwę z oddziałami rosyjskiej 6 Dywizji stoczył 1 Pułk I Brygady Legionów Polskich.
W dwudziestoleciu międzywojennym leżała w Polsce, w województwie poleskim, w powiecie brzeskim, w gminie Wysokie Litewskie. W 1921 miejscowość liczyła 275 mieszkańców, zamieszkałych w 53 budynkach, w tym 184 Białorusinów, 20 Polaków, 17 Żydów i 54 osób innej narodowości. 237 mieszkańców było wyznania prawosławnego, 21 rzymskokatolickiego i 17 mojżeszowego. W II RP było siedzibą parafii reformowanej w ramach Jednoty Wileńskiej. Filią tej parafii były Niepokojczyce pod patronatem rodziny Rayskich.
Po II wojnie światowej w granicach Związku Sowieckiego. Od 1991 w niepodległej Białorusi.

## Kościół św. Anny i klasztor Marianów
Klasztor i kościół Marianów w Raśnie był pierwszym klasztorem tego zgromadzenia na terenie Wielkiego Księstwa Litewskiego, a ufundował go starosta stokliski Jerzy Józef Matuszewicz. W r. 1742 nastąpiła darowizna, a roboty budowlane rozpoczęły się w r. 1744. Kościół z klasztorem wzniesiono na terenie dawnego założenia pałacowego Sapiehów, położonego pod Raśną, ok. 1,3 km na południe od miejscowości, na tzw. Czerniewie, którego pozostałą część Matuszewicz postanowił wykorzystać i „z tego pustego muru kościół i klasztor wymurować”. W r. 1747 przy klasztorze działał już dom studiów dla kleryków mariańskich oraz szkoła dla ubogiej miejscowej młodzieży. Samowolna fundacja napotkała na poważne trudności ze strony biskupa łuckiego Franciszka Kobielskiego. Ostatecznie udało się inwestycję zalegalizować, zapewne ze względu na koneksje fundatora (oficjalny akt fundacyjny z 10 kwietnia r. 1749 sygnowali m.in. Michał Fryderyk Czartoryski, kanclerz wielki litewski oraz Michał Antoni Sapieha, wojewoda podlaski). Pod względem uposażenia w porównaniu z innymi klasztorami marianów placówka ta należała do bogatszych.
14 czerwca r. 1749 biskup Kobielski dokonał uroczystej konsekracji kościoła i wprowadzenia zakonników do klasztoru, przy którym w kolejnych latach funkcjonował szpital, dom studiów i szkoła. Klasztor został zamknięty rozporządzeniem generał-gubernatora Michaiła Murawiewa z 4/16 września r. 1864, za udział zakonników w powstaniu styczniowym. 
W r. 1865 grodzieński architekt gubernialny Chersoński przedstawił projekt adaptacji kościoła na cerkiew i kosztorys remontu klasztoru z przeznaczeniem na monastyr prawosławny. Projekt nowej, wolnostojącej dzwonnicy w stylu neoruskim wykonał architekt brzeski architekt miejski Karol Grosman.  Dzwonnice tę wzniesiono na pn.-wsch. od kościoła i klasztoru; przed fasadą domurowano babiniec, także w stylu neoruskim.
W r. 1901 w budynkach poklasztornych otworzono seminarium dla nauczycieli prawosławnych. Podczas I wojny światowej, w latach 1915-1918 budynki zostały zajęte przez wojsko niemieckie, które użytkowało je jako magazyn (część z nich uległa dewastacji). Po ustąpieniu Niemców obiekt stał przez ponad rok opuszczony. 17 września r. 1919 proboszcz par. w Wysokim Litewskim, ks. kan. A. Kaczyński w porozumieniu z dziekanem brzeskim dokonał poświęcenia kościoła. W latach 1919-1920 Rada Główna Opiekuńcza zorganizowała tu sierociniec. Biskup wileński Jerzy Matulewicz (zarazem generał marianów) decyzją z 9 grudnia r. 1920 oddał marianom kościół i klasztor w Raśnie. W r. 1930 odbyła się tam pierwsza kapituła przywróconej prowincji polskiej marianów.
Niestety, jesienią r. 1939 władze sowieckie eksmitowały z klasztoru zakonników i urządziły tam wojskową szkołę radiową. W r. 1941 po ofensywie niemieckiej klasztor został zajęty przez Wermacht, ponownie otworzono jednak kościół w którym zezwolono na odprawianie jednej mszy dziennie. 25 lipca r. 1944 w wyniku działań wojennych kościół i znaczna część klasztoru spłonęły. W okresie powojennym pozostałości klasztoru i budynków gospodarczych były użytkowane na potrzeby miejscowego kombinatu rolnego, w latach 60. zostały rozebrane w związku z przeprowadzeniem linii kolejowej Brześć-Wysokie Litewskie.
Architektura
Murowany zespół tworzyła bryła kościoła i ujmujące ją po obu stronach parterowe skrzydła klasztoru.
Kościół był na planie prostokąta, o trójbocznie zamkniętym prezbiterium i dwuosiową fasadą ujętą toskańskimi pilastrami ustawionymi na wysokich, mocno wyodrębnionych cokołach. Na osi ok. r. 1865-1867 dobudowano murowaną kruchtę. Zespół stanowił typowe dla doby baroku założenie osiowe, z dominującą bryłą kościoła ujętą parterowymi skrzydłami klasztornymi, nieco cofniętymi względem fasady.
Architektura świątyni i skrzydeł klasztornych była prosta, operowała dużymi płaszczyznami, przywodzącymi na myśl budowle powstałe w środowisku warszawskim pierwszej tercji w. XVIII. Nietypowym rozwiązaniem była dwuosiowość fasady, być może wynikająca ze wspomnianej wyżej adaptacji dawnych murów pałacu Sapiehów.
Polichromia prezbiterium została wykonana w r. 1922 przez Władysława Gallara, ucznia gimnazjum mariańskiego na warszawskich Bielanach. Nawiązywała do stylistyki młodopolskiej w duchu Stanisława Wyspiańskiego (zwłaszcza witraży z kościoła franciszkanów w Krakowie) i Józefa Mehoffera.

## Zabytki
- Budynki folwarku szlacheckiego z XIX wieku, obecnie w ruinie.
- Zbór kalwiński wybudowany w stylu klasycyzmu na początku XIX wieku. W 1945 roku zamieniony na magazyn kołchozowy, jednak wewnątrz zachowała się tablica nagrobna Grabowskich.
- Kapliczka rzymskokatolicka sprzed 1939 roku.

## Inne obiekty
- Murowana prawosławna cerkiew św. Michała Archanioła, zbudowana w latach 1991–1997, parafialna[5].